# Tây Luân Đôn (tiểu vùng)
Tây là một tiểu vùng trên Bản đồ Luân Đôn, bao gồm các khu tự quản Luân Đôn như Brent, Ealing, Hammersmith và Fulham, Harrow, Hillingdon và Hounslow. Tiểu vùng được thành lập vào năm 2004 được hiệu chỉnh ranh giới lại vào năm 2008, thêm vào Kensington và Chelsea. Dân số khu vực vào khoảng 1.6 triệu, với 900.000 việc làm tại địa phương.
Có các trung tâm thủ đô tại Ealing, Harrow, Hounslow và Uxbridge; với các trung tâm lớn tại Chiswick, Fulham, Kensington High Street, Kings Road East, Southall và Wembley. Các khu vực tiềm năng nằm tại Heathrow, Park Royal/Giao lộ Willesden, Wembley và White City; với phần lớn tiềm năng đổi mới nằm gần trung tâm Luân Đôn.

## Giao thông
Đây là nơi có Sân bay London Heathrow. Đã có hoạch định rằng Crossrail sẽ phục vụ cho sân bay và những địa điểm khác trong tiểu vùng.

## Thể thao
Tây Luân Đôn là nơi cứ điểm của những câu lạc bộ Giải bóng đá ngoại hạng Anh; Chelsea, Fulham và Queens Park Rangers và League One cạnh Brentford.
Tây Luân Đôn còn là nơi có Sân vận động Wembley nổi tiếng thế giới, sân vận động bóng đá quốc gia Anh.